# Canottaggio ai Giochi della XXXI Olimpiade - 4 di coppia femminile
La gara del 4 di coppia femminile dei Giochi della XXXI Olimpiade si è svolta tra il 6 e l'11 agosto 2016. Hanno partecipato 7 equipaggi.

## Risultati

### Batterie
| Pos. | Atleti                                    | Nazione     | Tempo   | Note |
| ---- | ----------------------------------------- | ----------- | ------- | ---- |
| 1    | Nimchenko, Verkhogliad, Koženkova, Buryak | Ucraina     | 6:35.48 | FA   |
| 2    | Hall, Cleary, Hore, Edmunds               | Australia   | 6:37.43 | R    |
| 3    | Achterberg, Beukers, Janssen, Bouw        | Paesi Bassi | 6:38.58 | R    |
| 4    | Yan, Zhang, Zhang, Wang                   | Cina        | 6:40.21 | R    |

| Pos. | Atleti                                   | Nazione     | Tempo   | Note |
| ---- | ---------------------------------------- | ----------- | ------- | ---- |
| 1    | Thiele, Bär, Lier, Schmidla              | Germania    | 6:30.86 | FA   |
| 2    | Springwald, Leszczyńska, Kobus, Ciaciuch | Polonia     | 6:33.43 | R    |
| 3    | Martelli, Latz, Eisser, Kalmoe           | Stati Uniti | 6:40.78 | R    |

### Ripescaggio
| Pos. | Atleti                                   | Nazione     | Tempo   | Note |
| ---- | ---------------------------------------- | ----------- | ------- | ---- |
| 1    | Achterberg, Beukers, Janssen, Bouw       | Paesi Bassi | 6:24.61 | FA   |
| 2    | Springwald, Leszczyńska, Kobus, Ciaciuch | Polonia     | 6:25.49 | FA   |
| 3    | Yan, Zhang, Zhang, Wang                  | Cina        | 6:28.49 | FA   |
| 4    | Martelli, Latz, Eisser, Kalmoe           | Stati Uniti | 6:28.54 | FA   |
| 5    | Hall, Cleary, Hore, Edmunds              | Australia   | 6:28.60 |      |

### Finale
| Pos. | Atleti                                    | Nazione     | Tempo   | Note |
| ---- | ----------------------------------------- | ----------- | ------- | ---- |
|      | Thiele, Bär, Lier, Schmidla               | Germania    | 6:49.39 |      |
|      | Achterberg, Beukers, Janssen, Bouw        | Paesi Bassi | 6:50.33 |      |
|      | Springwald, Leszczyńska, Kobus, Ciaciuch  | Polonia     | 6:50.86 |      |
| 4    | Nimchenko, Verkhogliad, Koženkova, Buryak | Ucraina     | 6:56.09 |      |
| 5    | Martelli, Latz, Eisser, Kalmoe            | Stati Uniti | 6:57.67 |      |
| 6    | Yan, Zhang, Zhang, Wang                   | Cina        | 6:59.45 |      |